# Distrikt Pararca
Der Distrikt Pararca liegt in der Provinz Páucar del Sara Sara in der Region Ayacucho in Südzentral-Peru. Der Distrikt besitzt eine Fläche von 56,7 km². Beim Zensus 2017 wurden 439 Einwohner gezählt. Im Jahr 1993 lag die Einwohnerzahl bei 664, im Jahr 2007 bei 678. Sitz der Distriktverwaltung ist die 3010 m hoch gelegene Ortschaft Pararca mit 262 Einwohnern (Stand 2017). Pararca liegt knapp 15 km westnordwestlich der Provinzhauptstadt Pausa.

## Geographische Lage
Der Distrikt Pararca liegt in der Cordillera Volcánica im zentralen Westen der Provinz Páucar del Sara Sara. Er liegt am Nordufer des nach Osten fließenden Río Pararca nördlich des 5505 m hohen Vulkans Sarasara (auch Sara Sara).
Der Distrikt Pararca grenzt im Süden an den Distrikt Sara Sara, im Westen, im Norden sowie im Nordosten an den Lampa sowie im Osten an den Distrikt Pausa.

## Ortschaften
Neben dem Hauptort gibt es folgende größere Ortschaften im Distrikt:
- Achamarca
- Antamarca
- Aulla
- Ccahuasno
- Chupahuacho
- Colcabamba